# Кондак Ігор Євгенович
Ігор Євгенович Кондак (нар. 27 січня 1970, Гребінка, Полтавська область, Українська РСР) — радянський та український футболіст, захисник.

## Життєпис
Вихованець «Локомотиву» (Гребінка). Розпочав професійну кар'єру у луцькому «Торпедо». Потім грав за «Цукровик» (Чортків) у чемпіонаті України серед колективів фізкультури. Тоді виступав в чемпіонаті СРСР у складі «Ниви» (Тернопіль). У 1991 році починає захищати кольори хмельницького «Поділля», в якому з перервами проводить 246 ігор. Коли хмельничани вилетіли у другу лігу, переїхав у новотроїцьку «Носту». Востаннє грав у першій лізі у 2002-му за «Прикарпаття» (Івано-Франківськ). У 2004 році закінчує виступи на професійному рівні у Хмельницькому і переходить у аматорський клуб «Європа» (Прилуки).

## Статистика виступів
| Сезон     | Клуб                             | Ліга                 | Чемпіонат | Чемпіонат | Кубок | Кубок |
| Сезон     | Клуб                             | Ліга                 | Ігри      | Голи      | Ігри  | Голи  |
| --------- | -------------------------------- | -------------------- | --------- | --------- | ----- | ----- |
| 1988      | «Торпедо» (Луцьк)                | 2 ліга, 6 зона       | 2         | 0         | ?     | ?     |
| 1990      | «Нива» (Тернопіль)               | 2 ліга, західна зона | 15        | 0         | ?     | ?     |
| 1991      | «Поділля» (Хмельницький)         | 2 ліга, 1 зона       | 45        | 0         | ?     | ?     |
| 1992      | «Поділля» (Хмельницький)         | Перша ліга           | 26        | 0         | 1     | 0     |
| 1992—1993 | «НОРД-АМ-Поділля» (Хмельницький) | Перша ліга           | 36        | 2         | 1     | 0     |
| 1993—1994 | «НОРД-АМ-Поділля» (Хмельницький) | Перша ліга           | 31        | 1         | 2     | 0     |
| 1994—1995 | ЦСКА-Борисфен                    | Перша ліга           | 10        | 0         | 2     | 0     |
| 1994—1995 | «Поділля» (Хмельницький)         | Перша ліга           | 12        | 0         | 0     | 0     |
| 1995—1996 | «Поділля» (Хмельницький)         | Перша ліга           | 24        | 0         | 2     | 0     |
| 1996—1997 | «Поділля» (Хмельницький)         | Перша ліга           | 45        | 0         | 0     | 0     |
| 2000—2001 | «Сокіл» (Золочів)                | Друга ліга           | 21        | 0         | 6     | 0     |
| 2001—2002 | «Фрунзенець» (Суми)              | Друга ліга           | 17        | 0         | 0     | 0     |
| 2001—2002 | «Лукор» (Калуш)                  | Друга ліга           | 17        | 0         | 0     | 0     |
| 2002—2003 | «Прикарпаття» (Івано-Франківськ) | Перша ліга           | 15        | 0         | 1     | 0     |
| 2002—2003 | «Лукор» (Калуш)                  | Друга ліга           | 14        | 0         | 0     | 0     |
| 2003—2004 | «Поділля» (Хмельницький)         | Друга ліга           | 27        | 0         | 1     | 0     |

У 2009-му почав грати у хокей. Спочатку у чемпіонаті Хмельницького, а потім — у аматорській хокейній лізі у складі хмельницького «Ротора». На даний момент виступає в Регіональній хокейній лізі.